# Fred Merkel
Fred Nels Merkel (* 28. September 1962 in Stockton, Kalifornien) ist ein ehemaliger US-amerikanischer Motorradrennfahrer.
Merkel gilt als einer der erfolgreichsten Superbike-Piloten der Geschichte und war während seiner aktiven Karriere als Flying Fred bekannt.

## Karriere
Merkel begann seine Karriere mit Dirt-Track-Rennen, in den Jahren 1981 und 1982 bestritt er die 250-cm³-Klasse der US-amerikanischen Meisterschaft und schloss diese auf den Rängen drei und zwei ab, wodurch er das Interesse von Honda auf sich zog.
Ab 1983 startete Merkel für Honda in der AMA Superbike Championship und konnte die Serie in den Jahren 1984, 1985 und 1986 gewinnen. Außerdem war er beim 8-Stunden-Rennen von Suzuka im Jahr 1984 siegreich und konnte in der Saison 1991 mit Honda die italienische Superbike-Meisterschaft gewinnen.
Im Jahr 1988 wechselte er in die neu geschaffene Superbike-Weltmeisterschaft, wo er für das italienische Team Rumi auf Honda RC 30 an den Start ging. Merkel konnte zwar nur zwei der 17 ausgetragenen Läufe gewinnen, sicherte sich aber dennoch knapp vor dem Italiener Fabrizio Pirovano den Titel. In der folgenden Saison konnte er diesen Erfolg sogar wiederholen und siegte, wiederum äußerst knapp, vor seinem Markenkollegen Stéphane Mertens. Fred Merkel startete noch bis 1993 in der WM, konnte aber nicht mehr an seine anfänglichen Erfolge anknüpfen. Insgesamt absolvierte er 114 Superbike-WM-Läufe, von denen er acht gewinnen konnte.
Merkel nahm außerdem in der Saison 1989 auf Honda an drei Rennen der 500-cm³-Klasse der Motorrad-Weltmeisterschaft teil. Der elfte Platz beim Grand Prix von Großbritannien in Donington war hierbei sein bestes Resultat.
Im Jahr 1994 ging Fred Merkel zurück in die USA und nahm noch zwei Jahre in verschiedenen Klassen an der US-amerikanischen Meisterschaft teil. Am Ende der Saison 1995 beendete ein Unfall seine aktive Laufbahn. 2001 wurde er in die Motorcycle Hall of Fame der American Motorcyclist Association aufgenommen.
Nach seinem Karriereende zog Merkel mit seiner Familie nach Neuseeland und gründete eine erfolgreiche Firma für Baustoffherstellung.

## Statistik

### Erfolge
- 1984 – Sieger beim 8-Stunden-Rennen von Suzuka auf Honda zusammen mit Mike Baldwin
- 1984 – US-amerikanischer Superbike-Meister auf Honda
- 1985 – US-amerikanischer Superbike-Meister auf Honda
- 1986 – US-amerikanischer Superbike-Meister auf Honda
- 1988 – Superbike-Weltmeister auf Honda
- 1989 – Superbike-Weltmeister auf Honda
- 1991 – Italienischer Superbike-Meister auf Honda

### Ehrungen
- Aufnahme in die Motorcycle Hall of Fame
- Aufnahme in die Motorcycle Hall of Fame[1]

### In der Motorrad-Weltmeisterschaft
| Saison | Klasse  | Motorrad | Rennen | Siege | Zweiter | Dritter | Poles | Schn. Runden | Punkte | Ergebnis |
| ------ | ------- | -------- | ------ | ----- | ------- | ------- | ----- | ------------ | ------ | -------- |
| 1989   | 500 cm³ | Honda    | 3      | –     | –       | –       | –     | –            | 5      | 36.      |
| Gesamt | Gesamt  | Gesamt   | 3      | 0     | 0       | 0       | 0     | 0            | 5      |          |

### In der Superbike-Weltmeisterschaft
| Saison | Team                    | Motorrad       | Rennen | Siege | Zweiter | Dritter | Poles | Schn. Runden | Punkte | Ergebnis    |
| ------ | ----------------------- | -------------- | ------ | ----- | ------- | ------- | ----- | ------------ | ------ | ----------- |
| 1988   | RCM / Moto Club Bergamo | Honda RC30     | 17     | 2     | 2       | 1       | –     | 2            | 99     | Weltmeister |
| 1989   | Team Rumi RCM           | Honda RC30     | 22     | 3     | 2       | 5       | 4     | 2            | 272    | Weltmeister |
| 1990   | Team Rumi RCM           | Honda RC30     | 16     | 3     | 1       | 3       | –     | 2            | 197    | 6.          |
| 1991   | Team Rumi               | Honda RC30     | 22     | –     | –       | 1       | –     | –            | 124    | 8.          |
| 1992   | Fred Merkel Racing      | Yamaha OW 01   | 18     | –     | –       | –       | –     | –            | 65     | 13.         |
| 1993   | Team Yamaha BYRD        | Yamaha YZF 750 | 6      | –     | –       | –       | –     | –            | 91,5   | 11.         |
| 1993   | Red Devils Racing       | Ducati 888     | 16     | –     | 1       | –       | –     | –            | 91,5   | 11.         |
| Gesamt | Gesamt                  | Gesamt         | 117    | 8     | 6       | 10      | 4     | 6            | 848,5  | 2 WM-Titel  |